# Ars Magna

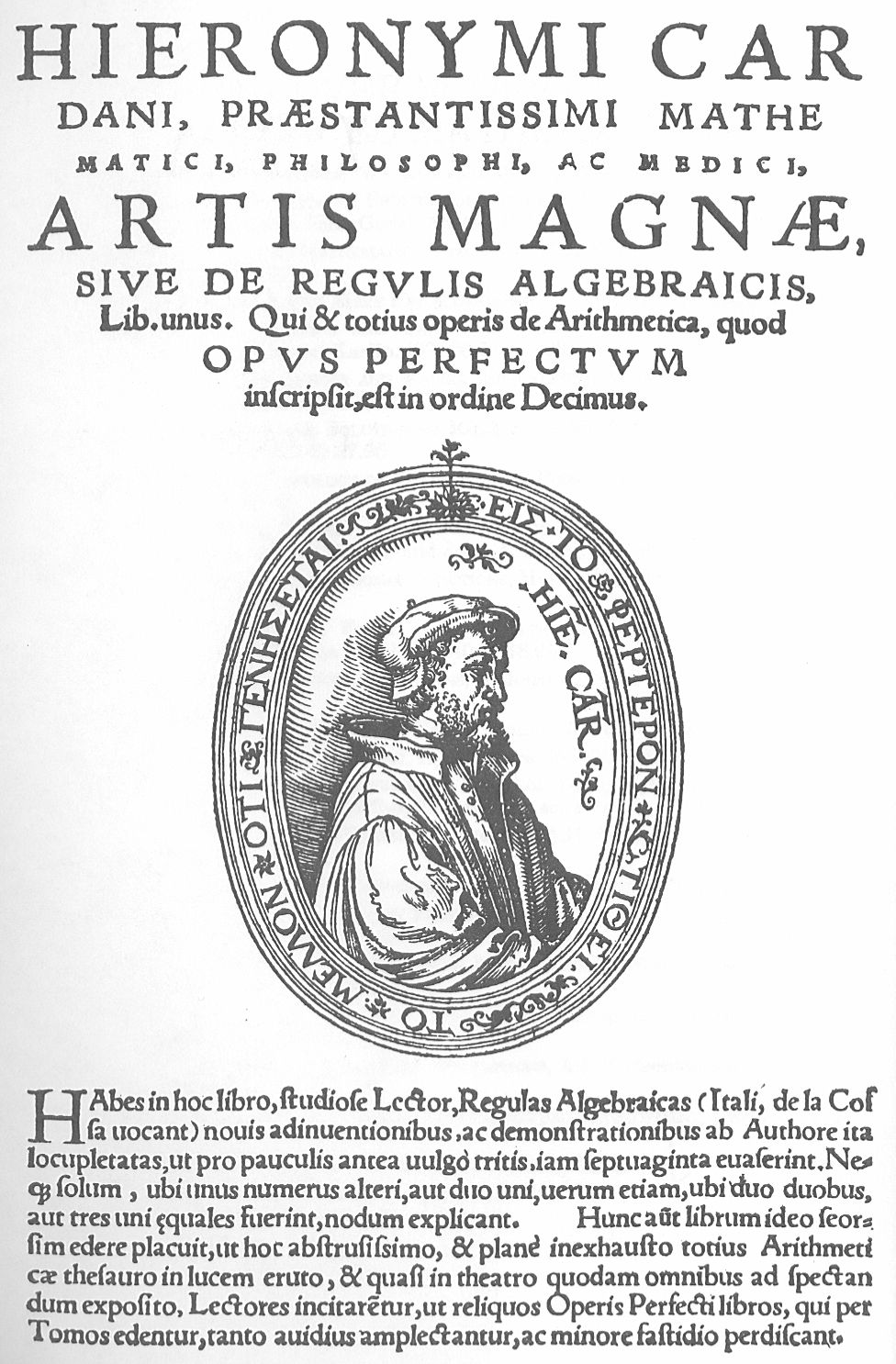
Página de rosto do Ars Magna. O título completo é Artis Magnæ, Sive de Regulis Algebraicis (A Grande Arte, ou As Regras da Álgebra).

Ars Magna (Latim: «A Grande Arte»), de Girolamo Cardano é o primeiro livro de Álgebra da Renascença a ir além dos resultados obtidos pelos matemáticos da antiguidade e pelos matemáticos árabes.

## Conteúdo
O Ars Magna é a primeira obra a conter métodos de resolução de equações de terceiro e quarto grau. Cardano aprendeu com Tartaglia, em 1539, a técnica de resolução de equações do tipo x3 + ax = b, com a e b positivos. Cardano conseguiu solucionar as equações cúbicas e o seu aluno Lodovico Ferrari encontrou um método de resolver as equações de quarto grau. Quando Cardano descobriu que Scipione del Ferro, um matemático de Bolonha já falecido, descobrira o método de Tartaglia antes deste, resolveu publicar as novas técnicas. O livro foi publicado em 1545 e o título original era Artis Magnæ Sive de Regulis Algebraicis («A Grande Arte, ou As Regras da Álgebra»).
Este livro é também o texto onde os números complexos surgem pela primeira vez.[carece de fontes?]

## Ligações exteriores
Segunda edição do Ars Magna (1570) (em latim)